# 布兰达喷泉
43°19′09″N 11°19′39″E / 43.319167°N 11.327638°E

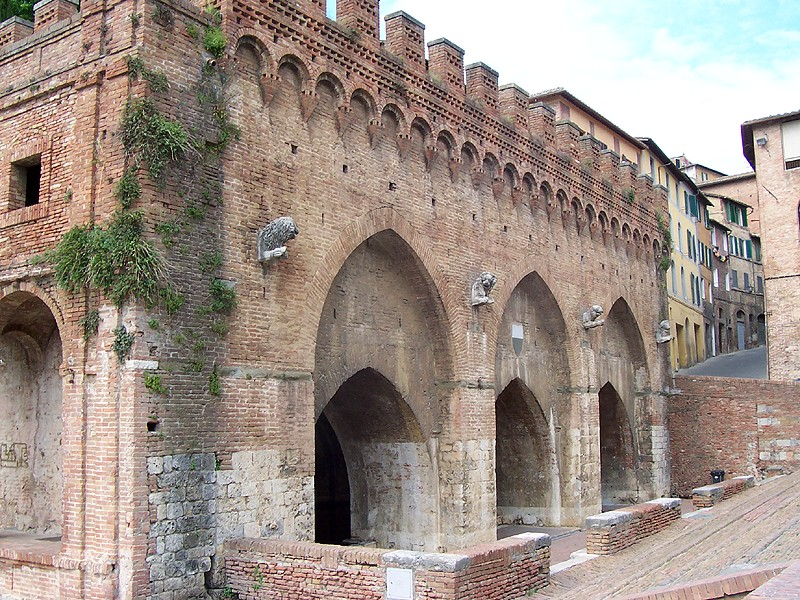

布兰达喷泉（義大利語：Fontebranda）是意大利锡耶纳的一座中世纪喷泉，位于鹅区的Terzo di Camollia，靠近布兰达喷泉门。
喷泉由羊毛行会建于13世纪。第一次提到喷泉是在 1081 年，文件中提到在 1193 年进行了扩建，1246 年又重建为现在的形式。但丁在《神曲》《地狱篇》中提到了这个喷泉。
喷泉正面有三个哥特式拱门和锯齿状屋顶。水源引自数公里以外。该建筑由于有多种用途，包括分别为人类和动物提供饮水，以及洗衣服，尤其是羊毛行会制造的纺织品，因而规模很大。